# North Quincy (MBTA-Station)
North Quincy ist der Name einer U-Bahn-Station der Massachusetts Bay Transportation Authority (MBTA) im gleichnamigen Stadtteil von Quincy im Bundesstaat Massachusetts der Vereinigten Staaten. Sie bietet Zugang zum Braintree-Zweig der Linie Red Line, dessen nördlichste Station sie ist.

## Geschichte
Die Station North Quincy wurde gemeinsam mit den Stationen Wollaston und Quincy Center im Jahr 1971 eröffnet.

## Bahnanlagen

### Gleis-, Signal- und Sicherungsanlagen
Der U-Bahnhof verfügt über zwei Gleise, die über einen Mittelbahnsteig zugänglich sind.

### Gebäude
Der U-Bahnhof befindet sich an der East Squantum Street zwischen den Straßen Newport Avenue und Hancock Street. Er ist vollständig barrierefrei zugänglich.

## Umfeld
An der Station besteht eine Anbindung an drei Buslinien der MBTA, zusätzlich stehen 43 Abstellplätze für Fahrräder sowie rund 1.200 kostenpflichtige Park-and-ride-Parkplätze zur Verfügung.